# Сиверс, Егор Петрович
Егор Петрович Сиверс (1823—1879) — профессор Рижского политехникума, поэт и писатель.

## Биография
Родился в Геймтале (Лифляндская губерния) 1 (13) ноября 1823 года в семье ландрата Петра Фёдоровича фон Сиверса (13.05.1760—09.04.1835).
В 1843—1846 годах учился на юридическом факультете Дерптского университета. В 1846 году под заглавием «Balladen und Lieder» были напечатаны его стихотворения (без указания автора). Затем появились: «Palmen und Birken» (1852), «Die deutschen Dichter in Russland» (1855), «Litterarisches Taschenbuch der Deutschen in Russland» (1858), «Dichtungen aus beiden Welten» (1863).
В 1850—1852 годах путешествовал по Северной Америке. Много путешествовал по Западной Европе. Результатом путешествий стали его сочинения: «Cuba, die Perle der Antillen» (1861); «Ueber Madeira und die Antillen nach Mittelamerika» (1861). Кроме того, в «Baltische Monatschrift» был напечатан ряд его критических статей.
Вернувшись в Лифляндию, занимался сельским хозяйством, которое стал преподавать в Рижском политехническом училище; с 1872 года до своей смерти — сначала доцент, затем профессор.
После смерти были изданы: его драматические произведения — в 1884 году, стихотворения — в 1890 году. 

## Семья
Женился 1 августа 1854 года на Иоганне Луизе Гартманн (06.09.1831—25.11.1912, Венден), дочери Карла Фридриха Гартманна (1801—1875) и Авроры Эмилии, урождённой Фогт (1805—1873). Их дети:
- Вальтер (08.04.1857—18.07.1919, Москва)
- Паткуль (13.04.1859—04.1920), лесничий
- Бландина Амалия (24.10.1862—08.12.1904)